# Wolfgang Sadowski
Wolfgang Sadowski (* 16. Januar 1937 in Berlin) ist ein deutscher Gewichtheber und ehemaliger Berliner Kommunalpolitiker (CDU; ab 2000 fraktionslos). Mit 81 Jahren wurde er im Herbst 2017 Weltrekordhalter im Reißen (60 kg) und im Stoßen (72 kg).

## Leben
Wolfgang Sadowski erlernte nach dem Schulabschluss 1955 den Beruf des Tischlers und wurde später verbeamteter Bibliothekar am Oberverwaltungsgericht.

### Kommunalpolitik
Sadowski war seit 1979 für die CDU-Wilmersdorf in der Kommunalpolitik aktiv, wo er zuletzt als Bezirksverordneter für Berlin-Wilmersdorf im BVV-Bauausschuss saß. Zusammen mit der Vize-Fraktionschefin Anke Soltkahn galt er in der Fraktion als Gegner Alexander Straßmeirs. Als baupolitischer Sprecher der Fraktion hatte Sadowski häufig inhaltliche Meinungsverschiedenheiten mit Straßmeir. Er war jahrelang Vorsitzender im Bauausschuss.
Sadowski war über 14 Jahre unter dem Kreisvorsitzenden Wruck und seinem Stellvertreter Jürgen Adler in der Wilmersdorfer CDU als Parteirichter tätig. Die parteiinternen konservativen CDU-Mitglieder äußerten den Verdacht, dass die Kandidatur der Monika Grütters vom Regierenden Bürgermeister Diepgen und dem Fraktionschef Klaus Landowsky gefördert wurde. Gegen Monika Grütters war seinerzeit die Bezirksverordnete Anke Soltkahn angetreten, die auf dem Bezirksparteitag von Sadowski vorgeschlagen wurde. Er wurde dann dadurch im Parteigerichtsverfahren M. Grütters ./. A. Soltkahn als befangener Parteirichter abgelehnt.
Im Oktober 2000 trat er, selbst Vize-Fraktionschef, zusammen mit Wolfram Rex nach Machtkämpfen aus Partei und Fraktion aus, wodurch die CDU nur noch über 33 der 69 Sitze in der gemeinsamen BVV verfügte. Unter anderem war Sadowski darüber verärgert, dass auch Joachim Krüger zum Vize-Fraktionsvorsitzenden gewählt worden war, der sich nicht an einer Sammlung für eine Bundesflagge und eine Berliner Flagge für das Fraktionszimmer beteiligt hatte. Der Vorsitzende des CDU-Kreisverbands Wilmersdorf, Ingo Schmitt, wiederum unterstellte Sadowski, dass dieser lediglich die Wiederwahl von Alexander Straßmeir torpedieren wolle und gar der SPD zwei Stimmen angeboten habe. Rex und Sadowski, beide vom rechten Parteiflügel, folgten mit ihrem Fraktionsaustritt dem befreundeten Ekkehard Wruck, der 1999 nach permanenten Auseinandersetzungen mit dem liberalen Parteiflügel ebenfalls aus der CDU ausgetreten war und bis zur vorgezogenen Abgeordnetenhauswahl 2001 fraktionslos im Abgeordnetenhaus von Berlin saß. Einige CDU-Funktionäre zogen nach dem Mehrheitsverlust insbesondere die engere Zusammenarbeit mit den Grünen in die Wahl und bezeichneten Sadowski als „polarisierend“. Sadowski verblieb nach seinem Austritt fraktionsloses Mitglied der Bezirksverordnetenversammlung bis zur vorzeitigen Auflösung des Abgeordnetenhauses im Jahr 2001 mit der auch die Legislaturperiode der BVV vorzeitig endete.
Noch heute ist der frühere Baupolitiker Sadowski gelegentlich politisch engagiert.

### Sport
Er ist Mitglied des Athletik Clubs Heros Berlin (AC Heros Berlin) und holte mehrere Titel, seine bedeutendsten im Seniorenbereich. Seit der Jugend nahm er an Wettkämpfen teil und wurde mehrfacher Jugend- und Juniorenmeister. 1955 gewann er die letzten Gesamtberliner Meisterschaften und gab den Leistungssport wegen des umgreifenden Dopings in diesem Bereich dann auf.
Im Pensionsalter widmete er sich wieder verstärkt seinem Sport und holte mehrere Senioren-Meisterschafts- und -Olympiasiege. Um den Weltrekord in seiner Alters- und Gewichtsklasse, der zuvor im Reißen bei 58 kg und im Stoßen bei 71 kg lag, überbieten zu können, ließ er sich aufgrund einer diagnostizierten Arthrose im September 2016 im Evangelischen Waldkrankenhaus Spandau ein künstliches Hüftgelenk aus Titan implantieren. Im März 2017 wurde er erneut Deutscher Meister in seiner Alters- und Gewichtsklasse. Bei den Europameisterschaften der Senioren 2017 in Schweden konnte er den bisherigen Rekord seiner Alters- und Gewichtsklasse im Stoßen mit der 72 kg auf der Langhantel um ein Kilogramm und im Reißen mit 60 kg sogar um zwei Kilogramm überbieten.
Alle deutschen Wettkampf-Hochleistungssportler werden ab dem 35. Lebensjahr (über 400 aktive Teilnehmer) von der Gewichtsklasse ab 56 kg bis 105 kg nach der Sinclair-Punkte-Rangliste (SMM) bewertet. Auch hier belegte Sadowski einige Male hohe Plätze:
- 2009 erhielt er mit 432,1699 SMM-Punkten Platz 2 der Rangliste Männer.
- 2011 erhielt er mit 434,3322 SMM-Punkten Platz 1 der Rangliste Männer.
- 2012 erhielt er mit 427,1917 SMM-Punkten erneut Platz 2 der Rangliste Männer.
Während der Deutschen Masters im Jahr 2012 hat Sadowski 3 deutsche Rekorde gebrochen. Zudem liegen diese 3 Rekorde 4 kg über dem Weltrekord beim Stoßen und im Zweikampf. Allerdings werden bei Deutschen Meisterschaften nach wie vor keine Weltrekorde anerkannt.
Der Indie-Film The strongest man of Berlin porträtiert den Sportler.

## Sportliche Erfolge (Auswahl)
| Datum/Jahr               |  | Altersklasse | Gewichtsklasse | Reißen  | Stoßen | Zweikampfwertung | Bemerkung |
| BVDG-Masters-Erfolge     |  |              |                |         |        |                  | |
| 2001                     |  | 60–64        | –94 kg         | 87,5    | 112,5  | 202,5            | |
| 2002                     |  | 65–69        | –94 kg         | 87,5    | 110,0  | 197,5            | |
| 2002                     |  | 65–69        | –105 kg        | 90      | 112,5  | 202,5            | Deutsche Meisterschaften der Senioren in Chemnitz, 3.5.2002= 3 Dt.Rekorde die über Weltrekord liegen. |
| 2005                     |  | 65–69        | –94 kg         | 75      | 100    | 175              | |
| 2007                     |  | 70–74        | –94 kg         | 80      | 103    | 183              | |
| 2007                     |  | 70–74        | –94 kg         | 77      | 85     | 162              | Deutsche Meisterschaften der Masters in Plauen |
| 2009                     |  | 70–74        | –94 kg         | 80      | 104    | 184              | Deutsche Meisterschaften der Masters in Dortmund-Mengede |
| 2010                     |  | 70–74        | –94 kg         | 70      | 97     | 167              | 2.10.2010, Berlin |
| 2011                     |  | 70–74        | –94 kg         | 78      | 101    | 179              | Deutsche Meisterschaften der Masters in Ohrdruf |
| 2012                     |  | 75–79        | –94 kg         | 76      | 98     | 174              | Deutsche Meisterschaften der Masters in Rodewisch |
| 2014                     |  | 75–79        | –105 kg        | 72      | 80     | 152              | |
| 2016                     |  | 75–79        | –105 kg        | 64      | 83     | 147              | |
| 2017                     |  | 80+          | –94 kg         | 60      | 75     | 135              | Deutsche Meisterschaften der Masters in Schifferstadt |
| European-Masters-Erfolge |  |              |                |         |        |                  | |
| 1998                     |  | 60–64        | -91 kg         | 85      | 110    | 195 kg           | Elz - Deutschland am 20.05.1998 |
| 2002                     |  | 65–69        | -94            | 70      | 90     | 160              | Stockholm Schweden 27.05.2002 (Faserriss) |
| 2007                     |  | 70–74        | –94            | 77      | 103    | 180              | Limassol, Zypern; mit der Nationalmannschaft auch in der Mannschaftswertung (zusammen mit Friedrich Faber, Ingo Unger, Tadeusz Rudzinski, Richard Hermann, Ali Babazadeh, Holger Worm und Ralf Fein)                                                                |
| 2011                     |  | 70–74        | –94 kg         | 70      | 97     | 167              | European Masters Championship in Heinsheim |
| 2012                     |  | 75–79        | –94 kg         | 74      | 93     | 167              | EWF Masters European Weightlifting Championships in Lənkəran, Aserbaidschan; mit der Nationalmannschaft auch in der Mannschaftswertung (zusammen mit Horst Nitschke, Friedrich Faber, Jürgen Greiner, Holger Worm, Rene Rüdiger, Stefan Ullmann und Andreas Wagner) |
| 2017                     |  | 80–84        | –94 kg         | 60      | 72     | 132              | European Masters & International Masters Open Weightlifting Championships in Halmstad, Schweden; zugleich Weltrekord in seiner Alters- und Gewichtsklasse Silber ist falsch (Gold richtig) (12. August 2017)                                                        |
| World-Masters-Erfolge    |  |              |                |         |        |                  | |
| 1997                     |  | 55 -59       | - 91 kg        | 87,5 kg | 110 kg | 197,5 kg         | Seniorenweltmeisterschaft Gewichtheben, Koszalin (Polen), 8.–13. September 1997 |
| 1998                     |  | 60 -64       | - 94 kg        | 87,5 kg | 112,5  | 200,0 kg         | World Masters Games - Senioren-Olympiade in Portland/Oregon (12. August 1998) |
| 2002                     |  | 65–69        | –94            | 87,5    | 110    | 197,5 kg         | World Masters Games – IWF World Masters Championships in Melbourne, Australien |
| 2012                     |  | 75–79        | –94 kg         | 76      | 94     | 170,0 kg         | IWF Masters Championships in Lwiw, Ukraine; zugleich 3 neue Weltrekorde Reißen, Stoßen und Zweikampf in seiner Alters- und Gewichtsklasse (15. September 2012) |
| 2014                     |  | 75–79        | –105 kg        | 72      | 80     | 152,0 kg         | IWF World Masters Weightlifting Championships in Reißen Europa Rekord, Kopenhagen, 30.8.2014 Dänemark |